# Johan Edlund
Johan Olof Edlund, född 12 december 1970 i Umeå, är en svensk idrottslig journalist, anställd av TV4. Edlund kommenterar främst travsport och friidrott för TV4-Gruppen, och började som referent på Umåkers travbana i 1990-talets början. Utöver dessa sporter har Edlund kommenterat ishockey och fotboll.
Edlund kommenterade skidskyttetävlingarna i TV4 tillsammans med David Ekholm år 2011–2012.

## Privatliv
Johan Edlund har en son, född 2005, med tidigare flickvännen Jessica Almenäs.
Han är sedan 2013 tillsammans med Sofia Geite och har två barn med henne.[källa behövs]